# Juan Gómez de Lesaca
Pour les articles homonymes, voir Juan Gómez, Gómez, Lesaca et García.
Juan Gómez de Lesaca y García, né à Séville (Espagne le 24 juin 1867, mort à Guadalajara (Espagne) le 15 octobre 1896, était un matador espagnol.

## Présentation
Juan Gómez de Lesaca était fils d’un militaire de carrière. Il se présente à Madrid comme matador le 29 juin 1889 aux côtés de José Rodríguez Davié « Pepete ». Il prend l’alternative à Séville le 21 avril 1895 avec comme parrain « Guerrita », face à des taureaux de la ganadería de Benjumea ; il confirme son alternative à Madrid le 2 avril 1896 avec comme parrain Fernando Gómez « El Gallo ».
Le 15 octobre 1896, dans les arènes de Guadalajara, il est gravement blessé par le taureau « Cachuro » de la ganadería de Ripamilán. Il meurt dans la nuit.